# 阿莫斯·马里亚尼
阿莫斯·马里亚尼（義大利語：Amos Mariani，1931年3月30日—2007年2月20日），意大利男子足球运动员，司职前锋。他曾代表意大利国奥队参加1952年夏季奥林匹克运动会足球比赛，获得第九名。